# 1. verdenskrig i Mellemøsten
1. verdenskrig i Mellemøsten er en samlebetegnelse for kamphandlinger, der strakte sig fra den 29. oktober 1914 til den 30. oktober 1918. De stridende parter var på den ene side det Osmanniske Rige, som fik nogen bistand fra de andre Centralmagter og i hovedsagen det Britiske imperium og det Russiske Kejserrige blandt Ententemagterne. Der var fem større felttog: Sinai og Palæstina-felttoget, felttoget i Mesopotamien, felttoget i Kaukasus, felttoget i Persien samt slaget ved Gallipoli. Der var også det mindre Felttoget i Nordafrika, Den Arabiske Revolte og det Sydarabiske felttog.
Udover regulære styrker anvendte begge sider irregulære tropper. På allieret side var der arabere, som deltog i det arabiske oprør og armenske militser, som deltog i den armenske modstand. De armenske enheder af frivillige og armensk milits dannede det første armenske korps, som kæmpede for den første armenske republik i 1918. Den mellemøstlige krigsskueplads var den geografisk største i hele krigen.
Den russiske deltagelse i krigen sluttede med våbenhvilen i Erzincan (5. december 1917) og den revolutionære russiske regering trak sig senere helt ud af krigen ved Brest-Litovsk-freden (3. marts 1918). Armenierne deltog i Fredskonferencen i Trabzon (14. marts 1918), som førte til Batumi-traktaten den 4. juni 1918. Osmannerne accepterede våbenhvilen i Mudros med de allierede den 30. oktober 1918, og de underskrev Sèvres-traktaten den 10. august 1920 og senere Lausanne-traktaten den 24. juli 1923.

## Krigsmål

### Osmannerne og Centralmagterne
Det Osmanniske Rige sluttede sig til Centralmagterne i den hemmelige osmannisk-tyske alliance, som blev underskrevet den 2. august 1914. Det vigtigste krigsmål for osmannerne var at generobre de tabte områder i Østanatolien, som var gået tabt under den Russisk-tyrkiske krig (1877–78), især Artvin, Ardahan, Kars og havnebyen Batumi. Militær fremgang i dette område ville tvinge russerne til at flytte tropper fra fronterne i Polen og Galicien.
Tyske rådgivere i den osmanniske hær støttede naturligvis dette felttog af samme grund. Fra en økonomisk synsvinkel var det osmanniske (eller rettere tyske) strategiske mål at afskære Ruslands adgang til oliefelterne ved det Kaspiske Hav.
Tyskland oprettede i starten af 1. verdenskrig et Nachrichtenstelle für den Orient. Dette kontor var beskæftiget med indsamling af efterretninger og undergravende virksomhed i Persien og Afghanistan for at bryde den Britisk-russiske Entente. Den osmanniske krigsminister Enver Pasha hævdede, at hvis russerne kunne blive besejret i de centrale persiske byer ville vejen ligge åben til Azerbaijan, Centralasien og Indien.
Hvis disse lande skulle unddrages vestlig indflydelse forudså Enver behovet for et samarbejde mellem disse nyligt etablerede tyrkiske lande. Envers projekt var i modstrid med europæiske interesser som kom til udtryk i form af kampe mellem flere store imperiemagter. Osmannerne udfordrede også Storbritanniens forbindelseslinjer til Indien og Fjernøsten via Suezkanalen.

### De allierede
Briterne frygtede, at osmannerne måske ville angribe og erobre oliefelterne i Mellemøsten og ved Det kaspiske Hav.
Den britiske flåde Royal Navy var afhængig af olie fra felterne i det sydlige Persien, som kun det britisk kontrollerede Anglo-Persian Oil Company havde adgang til.
Russerne betragtede fronten i Kaukasus som sekundær i forhold til Østfronten. De frygtede et felttog ind i Kaukasus med henblik på generobring af Kars (som var blevet erobret fra osmannerne under den russisk-tyrkiske krig (1877–1878) og havnen i Batumi.
I marts 1915 mødtes den russiske udenrigsminister Sergey Sazonov med den britiske ambassadør George Buchanan og den franske ambassadør Maurice Paléologue. Han udtalte, at en varig løsning efter krigen skulle indeholde fuld russisk kontrol over den osmanniske hovedstad, Konstantinopel, Bosporus og Dardanellerne, Marmarahavet, det sydlige Thrakien op til Enos-Midia linjen foruden dele af den anatolske sortehavskyst mellem Bosporus, Sakaryafloden og et ikke nærmere bestemt punkt nær Izmitbugten. Den kejserlige russiske regering planlagde at udskifte den muslimske befolkning i det nordlige Anatolien med mere loyale kosakker.

### Armenierne
Den armenske frihedsbevægelse søgte også at etablere en armensk republik i den østlige del af Lilleasien. Den armenske revolutionære føderation endte med at nå dette mål da det osmanniske styre til sidst gik i opløsning, og den internationalt anerkendte første armenske republik blev dannet i maj 1918. Allerede i 1915 opstod der armensk kontrollerede enklaver i det vestlige Armenien og senere også i de armenske bjerge, mens det Centralkaspiske diktatur blev grundlagt med armensk deltagelse. Ingen af disse statsdannelser fik nogen lang levetid.

## Operationsområde
Felttoget i Kaukasus bestod af kampe mellem det Osmanniske Rige og det Russiske Kejserrige og inddrog senere Azerbaijan, Armenien, Centralkaspiske diktatur og Storbritannien som en del af det Mellemøstlige operationsområde eller alternativt betegnet felttoget i Kaukasus under 1. verdenskrig.
Felttoget i Kaukasus omfattede områderne fra Kaukasus til det østlige Lilleasien så langt som til Trabzon, Bitlis, Muş og Van. Krigen på landjorden blev støttet af den russiske flåde i Sortehavet.
Den 23. februar 1917 blev den russiske fremrykning stoppet efter den russiske revolution og senere blev den opløste russiske hær i Kaukasus erstattet med styrker fra den nye armenske republik. Disse stammede fra de tidligere frivillige armenske enheder og irregulære armenske enheder. I 1918 blev der i området etableret det Centralkaspiske diktatur og Den armenske Bjergrepublik. Desuden blev der indsat en allieret styrke ved navn Dunsterforce, som bestod af elitetropper fra fronten i Mesopotamien og Vestfronten.
Det Osmanniske Rige og det tyske kejserrige havde store stridigheder ved Batumi da den tyske Kaukasus ekspedition ankom. Ekspeditionen havde som primært mål at sikre olieforsyningerne. Den 3. marts 1918 sluttede krigen mellem det Osmanniske Rige og Rusland ved underskrivelsen af Brest-Litovsk-freden, og den 4. juni underskrev det Osmanniske rige Batumi-traktaten med Armenien. Krigen fortsatte imidlertid, da det Osmanniske Rige fortsat var indviklet i kampe med Det centralkaspiske Diktatur, Den armenske Bjergrepublik og den britiske Dunsterforce. Dette fortsatte indtil Våbenstilstanden i Mudros blev underskrevet den 30. oktober 1918.
- Øverst: Ødelæggelsen af byen Erzurum; For oven tv.: Russiske styrker. For neden tv.: Sårede muslimske flygtninge. For oven th.: osmanniske styrker. For neden th.: Armenske flygtninge
- Februar–april 1915: Slaget om Gallipoli
- For oven: Størrelsen af stjernerne viser hvor der var kampe i 1915. For oven tv.: Armenere forsvarer murene i Van i foråret 1915. For neden tv.: Armensk modstand i Urfa. Til højre: En 70-årig armensk præst leder armenere til slagmarken.

## Osmannerne på Østfronten
Over 90.000 osmanniske tropper blev sendt til Østfronten i 1916 for at deltage i felttoget i Rumænien under Balkanfelttoget. Centralmagterne anmodede om disse tropper som støtte i deres operationer mod den russiske hær. Senere fandt man ud af at dette var en fejltagelse, da der var behov for disse tropper til at beskytte osmanniske områder da den store Erzerumoffensiv kom i gang.
Dette skridt blev foreslået af Enver. Det blev i starten afvist af den tyske generalstabschef, Erich von Falkenhayn, men hans efterfølger, Paul von Hindenburg, gik med til det, trods visse betænkeligheder. Beslutningen blev taget efter Brusilovoffensiven, hvor Centralmagterne manglede tropper på Østfronten.
I starten af 1916 sendte Enver 15. korps til Galicien mens 6. og 20. korps samt 177. infanteriregiment blev sendt til Makedonien. Der er to kilder til disse operationer og de anfører at henholdsvis 117.000 og 130.000 tropper blev sendt afsted, men de er enige om at knap 8.000 af dem blev dræbt og 22.000 sårede.

## Styrker

### Centralmagterne (Osmanniske Rige)
Efter ungtyrkernes revolution den 3. juli 1908 blev der indledt en stor militærreform. Hærens ledelse blev moderniseret. Det osmanniske Rige var indblandet i Den italiensk-tyrkiske krig krig og Balkankrigene, hvilket afstedkom flere omstruktureringer i hæren blot få år inden 1. verdenskrig.
I denne periode opdelte landet sine styrker i arméer. Hvert arméhovedkvarter bestod af en stabschef, en operationssektion, efterretningssektion, trænsektion og personelsektion. I tråd med traditionen i det osmanniske militær var der støtteenheder til forsyning, læger og dyrlæger i disse arméer.
I 1914, inden det osmanniske rige trådte ind i 1. verdenskrig opdelte de fire arméer sine styrker i korps og divisioner, således at hver division havde tre infanteriregimenter og et artilleriregiment. Før krigen var de største enheder 1. armé med 15 divisioner, 2. armé med 4 divisioner og en uafhængig infanteridivision med 3 infanteriregimenter og en artilleribrigade. Tredje armé med 9 divisioner, fire uafhængige infanteriregimenter og fire uafhængige kavaleriregimenter (stammeenheder) samt 4. armé med 4 divisioner.
I august 1914 var der opstillet 36 infanteridivisioner heraf var 14 netop opstillet. På meget kort tid blev 8 af disse divisioner forflyttet. Under 1. verdenskrig blev der opstillet flere arméer. 5. og 6. armé i 1915, 7. og 8. armé i 1917 samt Kuva-i İnzibatiye og den islamiske armé, der kun havde et enkelt korps i 1918.
Da man nåede 1918 var de oprindelige arméer blevet udmarvet så meget, at riget var tvunget til at indføre nye enhedsbetegnelser, som omfattededisse hære. Der var den østlige armégruppe og Yildirim armégruppen. Men selv om antallet af arméer voksede i løbet af de fire år blev rigets ressourcer og mandskabsstyrke stadig minde, så armegrupperne i 1918 ikke var større end arméerne i 1914, men den osmanniske hær var til dels intakt og fortsatte med at være delvis kampdygtig indtil krigens slutning.
Det meste af hærens udstyr var bygget af tyskerne eller østrigerne og blev vedligeholdt af tyske og østrigske ingeniører. Tyskland leverede hovedparten af de militære rådgivere i dette kampområde. En specialstyrke (Asia Korps) blev sendt afsted i 1917, og voksede til en kampstyrke på to regimenter i 1918. Den tyske "Deutsche Kaukasusexpedition" blev dannet i det tidligere russiske Transkaukasus i begyndelsen af 1918 under felttoget i Kaukasus. Dens primære opgave var at sikre olieforsyninger til Tyskland og stabilisere en spirende tysk-vellig georgisk republik, hvilket førte til strid mellem det osmanniske rige og Tyskland og førte til officielle fordømmelser fra begge sider i de sidste måneder af krigen.

#### Rekruttering
Det osmanniske Rige indførte en ny værnepligtslov den 12. maj 1914. Herved sænkedes værnepligtssalderen fra 20 til 18 og reserven "redif" blev afskaffet. Aktiv tjeneste blev fastsat til 2 år i infanteriet og 3 år i de andre dele af hæren samt 7 år i flåden. Disse ændringer blev stort set ikke omsat til praksis under krigen.
Osmanniske enheder var traditionelt baseret på frivillige fra den muslimske befolkning i riget. Hertil kom, at adskillige grupper og enkeltpersoner meldte sig frivilligt til aktiv tjeneste under Verdenskrigen. De mest fremtrædende eksempler var de såkaldte "Mevlevi" og "Kadiri".
Der var også enheder bestående af kaukasiske og rumelske tyrker, som deltog i slagene i Mesopotamien og Palæstina. I de osmanniske enheder var der ikke kun frivillige fra tyrkiske grupper, der var også arabiske og beduinfrivillige, som støttede kampen mod briterne ved Suezkanalen og i Mesopotamien. Det skal bemærkes, at disse styrker ikke udgjorde en stor hjælp. Frivillige bliver upålidelige når der skabes en organiseret hær, da de ikke havde nogen omfattende træning, og de fleste arabiske og beduinfrivillige blev motiveret af penge. Da det blev alvor forsvandt det osmanniske system med frivillige af sig selv.

### Ententen
Inden krigen havde Rusland haft en hær i Kaukasus, men næsten halvdelen af den blev overført til fronten mod Tyskland efter nederlagene i slagene ved Tannenberg og De masuriske Søer, så der kun var omkring 60.000 tropper tilbage i dette område. I sommeren 1914 blev der oprettet enheder med armenske frivillige i den russiske hær. Næsten 20.000 armenske frivillige var klar til at gribe til våben mod det osmanniske rige allerede i 1914. I adskillige byer, som var blevet besat af russerne viste armenerne sig parat til at slutte sig til russiske hær af frivillige. Disse frivillige enheder voksede i løbet af krigen så Boghos Nubar angav at de udgjorde 150.000 mand i et offentligt brev til Fredskonferencen i Paris (1919).
I 1914 var der nogle enheder fra den britiske hær i Indien stationeret i den sydlige indflydelseszone i Iran|Persien, Disse enheder havde stor erfaring i at håndtere fjendtlige stammeenheder. Briterne dannede senere en ekspeditionsstyrke i Middelhavet, den ægyptiske ekspeditionsstyrke og i 1917 opstillede de Dunsterforce under Lionel Dunsterville, der bestod af under 1.000 australske, britiske, canadiske og new zealandske tropper med panserbiler, som skulle imødegå osmanniske og tyske styrker i Kaukasus.
I 1916 udbrød Den Arabiske Revolte i Hejaz. Omkring 5.000 regulære soldater (fortrinsvis tidligere krigsfanger af arabisk oprindelse) deltog i oprøret. Der var også mange irregulære styrker involveret under ledelse af Emir Feisal samt britiske rådgivere hvoriblandt T.E. Lawrence er den mest kendte.
Frankrig indsatte den Franske Armenien Legion i dette operationsområde som en del af Fremmedlegionen. Udenrigsminister Aristide Briand skulle skaffe troper for at opfylde de franske løfter i Sykes-Picot-aftalen, som stadig var hemmelig. Boghos Nubar, lederen af den armenske nationalforsamling, mødtes også med Sir Mark Sykes og Georges-Picot efter underskrivelse af den Fransk-armenske aftale.
General Edmund Allenby, chefen for den britiske ekspeditionsstyrke i Ægypten, udvidede den oprindelige aftale. Den armenske legion kæmpede i Palæstina og Syrien. Mange af de frivillige i fremmedlegionen, som overlevede de første krigsår, blev hjemsendt, så de kunne slutte sig til deres respektive nationale hære.
Den armenske nationale befrielsesbevægelse havde kommandoen over den armenske fedayeen (armensk: Ֆէտայի) i disse krige. De blev i reglen omtalt som armenske militser. I 1917 dannede Armeniens Revolutionære Føderation det armenske korps under kommando af general Tovmas Nazarbekian som med proklamationen af den første armenske republik blev kernen i den nye stats militær og Nazarbekian blev den første øverstkommanderende.

#### Rekruttering
Inden krigen skabte Rusland et system ar frivillige som skulle bruges i Kaukasus felttoget. I sommeren 1914 blev der opstillet frivillige aarmenske enheder i den russiske hær. De de russiske værnepligtige i Armenien allerede var blevet sendt afsted til fronten i Europa, bestod denne styrke udelukkende af armenere, som hverken var russiske statsborgere eller forpligtet til at gøre tjeneste. De armenske enheder fik en pæn del af æren som blev tildelt de russiske styrker, da de var indfødte i området, tilpasset klimaet, kendte hver en vej og bjergsti og var motiveret for at kæmpe.
De armenske frivillige enheder var små, mobile og tilpasset til guerilla-lignende krigsførelse. De gjorde det godt som spejdere og deltog i mange alvorlige kampe.
I december besøgte zar Nikolaj 2. af Rusland styrkerne i Kaukasus. Til overhovedet for den armenske kirke og præsidenten for det armenske nationalråd Alexander Khatisyan udtalte zaren i Tiflis at: 
| Citat                 | Fra alle lande haster armenere afsted for at slutte sig til den glorværdige russiske hærs rækker for med deres blod at sikre den russiske hærs sejr ... Lad det russiske flag vaje frit over Dardanellerne og Bosporus. Lad det være Din vilje, at folkene [armenerne], som stadig er under tyrkisk åg bliver frie. Lad det armenske folk i Tyrkiet, som har lidt for den kristne tro, genopstå til et nyt frit liv .... | Citat |
| Nikolaj 2. af Rusland | |       |

### Asymmetriske styrker
Det var ikke kun regulære hærenheder og konventionel krigsførelse, som blev anvendt i Mellemøsten, også det som i dag er kendt som
asymmetrisk krigsførelse.
I modstrid med myterne var det hverken T. E. Lawrence eller den britiske hær, som som udtænkte den arabiske opstand mod det Osmanniske Rige i Mellemøsten, det var det britiske udenrigsministeriums arabiske kontor. Det arabiske kontor havde længe ment, at det var muligt, at en opstand som blev anstiftet og finansieret af fremmede magter og som gav støtte til uafhængighedssøgende stammer og regionale udfordrere af den osmanniske regerings centraliserede styre, ville give store resultater, idet det ville sprede den indsats som måtte gøres for at imødegå en sådan udfordring. De osmanniske myndigheder brugte hundrede eller tusinde gange så mange ressourcer på at imødegå truslen fra en sådan opstand i forhold til det de allierede brugte på at anstifte den.
Tyskland etablerede et Nachrichtenstelle für den Orient kort før krigens udbrud. Det havde til formål at støtte undergravende og nationalistisk virksomhed i det britiske imperium og de persiske og ægyptiske lydstater. Dets operationer i Persien med henblik på at skabe vanskeligheder for briterne i Den Persiske Bugt blev ledet af Wilhelm Wassmuss, en tysk diplomat, som også var kendt som den tyske Lawrence af Arabien.

## Kronologi

### Optakt
I begyndelsen af juli 1914 ændrede den politiske situation sig dramatisk efter begivenhederne i Europa. Det Osmanniske Rige var tvunget til at indgå en hemmelig osmannisk-tyske alliance den 2. august 1914, efterfulgt af en en anden traktat med Bulgarien. Det osmanniske krigsministerium udformede to store planer. Bronsart von Schellendorf, et medlem af den tyske militærmission i det Osmanniske Rige, som var blevet udpeget til assisterende leder i den osmanniske generalstab, færdiggjorde en plan den 6. september, som indebar at den 4. arme skulle angribe Ægypten og 3. arme skulle indlede en offensiv mod russerne i Østanatolien.
Der var modstand mod Schellendorf i den osmanniske hær. Den mest udtalte holdning var at Schellendorf planlagde en krig som passede Tyskland, i stedet for at tage højde for forholdene i det Osmanniske Rige. Hafiz Hakki Pasha fremlagde en alternativ plan, som var mere aggressiv og med fokus på Rusland. Den gik ud på at flytte styrker over havet til østkysten af Sortehavet, hvor de skulle indlede en offensiv mod russerne. Hafiz Hakki Pashas plan blev opgivet fordi den osmanniske hær manglede de nødvendige ressourcer. Man faldt derfor tilbage på Schellendorfs plan af mangel på bedre.
Som konsekvens af Schellendorfs plan blev de fleste osmanniske operationer gennemført på osmannisk område, med det resultat at de ofte ramte landets egne indbyggere. Det blev senere bevist, at der heller ikke var de nødvendige ressourcer til at gennemføre denne plan, men Schellendorf organiserede styring og kontrol af hæren bedre og placerede hæren så den kunne udføre hans plan. Schellendorf lavede også en bedre plan for mobilisering og forberedelse af tropperne på krig. Blandt nogle historiske dokumenter i det osmanniske krigsministeriums arkiver findes Schellendorfs plan for 7. oktober 1914, som også indeholdt osmannisk støtte til den bulgarske hær, en hemmelig opstation mod Rumænien og osmanniske soldaters landgang i Odessa og på Krim med støtte fra den tyske flåde.
En konsekvens af den tyske indflydelse på de tyrkiske operationer var at under felttoget i Palæstina var hovedparten af stabsposterne i
Yildirim Arméen beklædt med tyske officerer. Selv hovedkvarterets korrespondance var på tysk. Denne tingenes tilstand ændredes først efter det endelige nederlag i Palæstina og udpegningen af Mustafa Kemal til at lede resterne af Yildirim Arméen.
I løbet af juli 1914 var der forhandlinger mellem "Komiteen for forening og fremskridt" (CUP)og armenere i den Armenske kongres i Erzurum. Den offentliggjorte konklusion fra denne kongres var "tilsyneladende gennemført for fredeligt at fremme armenske krav med legale midler". CUP anså kongressen for at være starten på vejen mod beslutningen om oprør. Historikeren Erikson konkluderede, at efter dette møde var CUP overbevist om eksistensen af stærke forbindelser mellem armere og russere, med detaljerede planer om at udskille regionen fra det osmanniske rige.
Den 29. oktober 1914 indtraf det osmanniske riges første konfrontation med de allierede da den tyske slagkrydser Goeben og den lette krydser Breslau efter at være blevet forfulgt ind i tyrkisk farvand og være overgået til den osmanniske flåde, beskød den russiske Sortehavshavn i Odessa.
- Før krigen
- Nye tyrkiske rekrutter marcherer ud på øvelse inden krigen, 1914.
- Den tyrkiske generalstab under felttoget i Sinai og Palæstina, 1914.

### 1914

#### November
Efter bombardementet af de russiske havne ved Sortehavet erklærede Rusland krig mod det Osmanniske Rige den 2. november 1914. British Navy angreb Dardanellerne den 3. november og de andre Allierede lande erklærede krig den 5. november.
I november fremlagde den britiske marineminister Winston Churchill det første udkast til en plan for et flådeangreb på den osmanniske hovedstad. Den var til dels baseret på det som viste sig at være fejlagtige oplysninger om den osmanniske troppestyrke fra løjtnant T. E. Lawrence. Han ræsonnerede, at Royal Navy havde et stort antal forældede slagskibe, som sikkert kunne bruges, med støtte fra en lille styrke fra hæren, som skulle bruges til rutinemæssige opgaver i forbindelse med en besættelse. Slagskibene blev beordret til at være klar i februar 1916.
På samme tidspunkt var 4. osmanniske armé i gang med at klargøre en styrke på 20.000 mand under ledelse af den osmanniske marineminister Djebal Pasha til at erobre Suezkanalen. Angrebet på Suez var blevet foreslået af krigsminister Enver Pasha efter kraftige opfordringer fra deres tyske allierede. Stabschefen for den 4. osmanniske armé var den bayerske oberst Kress von Kressenstein, som tilrettelagde angrebet og sørgede for at få forsyninger til hæren mens den krydsede ørkenen.
Den 1. november blev Bergmann-offensiven det første sammenstod i Kaukasus felttoget. Russerne overskred grænsen først og planlagde med at erobre Doğubeyazıt og Köprüköy. På deres højre fløj rykkede 1. russiske korps fra Sarıkamış i retning af Köprüköy. På deres venstre fløj rykkede 4. russiske korps fra Yerevan mod Pasinler sletten. Chefen for den 3. osmanniske armé, Hasan Izzet, var ikke tilhænger af en offensiv i den barske vinter. Hans plan om at blive i defensiven og indlede et modangreb, når det rette øjeblik kom, blev afvist af krigsminister Enver Pasha.
Den 6. november bombarderede en britisk flådestyrke det gamle fort ved Al-Faw (Fao). Landgangen ved Fao af den britisk-indiske ekspeditionsstyrke D (IEF D), som bestod af 6. division under generalløjtnant Arthur Barrett og med Sir Percy Cox som politisk officer, blev imødegået af 350 osmanniske soldater og 4 kanoner. Den 22. november besatte briterne byen Basra overfor en styrke på 2.900 arabiske værnepligtige under Suphi Pasha. Suphi Pasha blev taget til fange sammen med 1.200 soldater. Den osmanniske hovedstyrke under overkommand af Khalil Pasha lå omkring 440 km mod nordvest ved Bagdad. Den gjorde ikke kun svage forsøg på at afvise briterne.
Den 7. november indledte den 3. osmanniske arme sin offensiv i Kaukasus med deltagelse af 11. korps og rene kavalerienheder støtte af et kurdisk stammeregiment.
Den 12. november begyndte Ahmet Fevzi Pasha's 9. osmanniske korps forstærket med 11. korps på venstre fløj og med støtte fra kavaleriet at trænge russerne tilbage. Russerne havde fremgang i den sydlige del af kampområdet hvor armenske frivillige erobrede Karaköse og Doğubeyazıt. I slutningen af november havde russerne erobret et frontfremspring, som strakte sig 25 km ind på osmannisk område langs en akse mellem Erzurum og Sarıkamışs.
- november 1914
- 1914, osmanniske styrker forbereder angrebet mod Suezkanalen
- 1914, De armenske frivilliges stab Khetcho, DRO og Armen Garo

#### December
I december, midt under slaget om Sarikamish, beordrede general Myshlaevsky de russiske tropper trukket tilbage fra felttoget i Persien, så de kunne indsættes overfor Enver's offensiv. Kun en enkelt brigade af russiske tropper under kommando af den armenske general Nazarbekoff og en bataljon af armenske frivillige blev tilbage spredt ud over Salmast og Urmia. Mens hovedparten af de osmanniske tropper forberedte sig på operationen i Persien krydsede en lille russisk gruppe grænsen til Persien. Efter at have slået en russisk offensiv i retning af Van-Persia bjerget tilbage, drev Van gendarmeridivisionen, en let udrustet paramilitær enhed under major Ferid, fjenden ind i Persien.
Den 14. december besatte Van gendarmeridivisionen byen Kotur under det persiske felttog. Senere fortsatte den mod Hoy. Den skulle holde denne passage åben for Kazım Bey's 5. ekspeditionsstyrke og Halil Bey's 1. ekspeditionsstyrke, som skylle rykke mod Tabriz fra det brohoved som var blevet etableret ved Kotur. Slaget ved Sarikamish udmarvede imidlertid de osmanniske styrker og der brug brug for disse ekspeditionsstyrker andre steder.
Den 22. december fik den 3. osmanniske armé ordre til at rykke mod Kars. Enver Pasha overtog selv kommandøn over 3. armé og beordrede styrken til at rykke frem mod de russiske tropper. De katastrofale kampe under slaget ved Sarikamish begyndte. I lyset af 3. armës fremrykning planlagde guvernør Vorontsov at trække den russiske Kaukasusarmé tilbage til Kars. General Nicolai Yudenich ignorerede Vorontsov's ordre.
- December 1914
- 1914 december, under kommando af Andranik's er 1. armenske bataljon spredt i Salmast og Urmia distrikterne under det persiske felttog[27]

### 1915

#### Januar – marts
Den 2. januar overtog Süleyman Askeri Bey Irak områdekommandoen. Enver Pasha erkendte fejltagelsen ved at undervurdere vigtigheden af felttoget i Mesopotamien. Den osmanniske hær havde ikke andre enheder at indsætte i området, da et angreb på Gallipoli var forestående. Süleyman Askeri Bey sendte breve til arabiske ledere i et forsøg på at samle dem til kamp mod briterne.
Den 3. januar i slaget ved Qurna forsøgte osmanniske styrker at generobre byen Basra. De kom under beskydning fra skibe fra Royal Navy på Eufrat mens det lykkedes britiske tropper at krydse Tigris. Da de vurderede, at skanserne var for stærke til at kunne erobres, opgav osmannerne byen Al-Qurnah og trak sig tilbage til Kut.
Den 6. januar kom 3. armés hovedkvarter under beskydning. Hafiz Hakki Pasha beordrede en total tilbagetrækning i slaget ved Sarikamish. Det lykkedes kun for 10% af hæren at komme tilbage til deres udgangsstillinger. Enver afgav kommandoen over hæren. Under denne konflikt udfordrede armenske enheder de osmanniske operationer på de afgørende tidspunkter: "forsinkelsen gjorde de muligt for den russiske Kaukasusarmé at samle tilstrækkelige styrker omkring Sarikamish".
Storbritannien og Frankrig anmodede Rusland om at lette presset på Vestfronten, men Rusland havde brug for tid til at organisere sine styrker. Operationerne i Sortehavet gav den mulighed for at forstærke deres styrker og slaget om Gallipoli trak mange osmanniske styrker væk fra den russiske og andre fronter. I marts 1915 modtog den 3. osmanniske armé forstærkninger i størrelsen 1 division fra 1. og 2. armé.
Den 19. februar startede det første angreb med at en stærk britisk-fransk flåde, som bl.a. omfattede det nye britiske slagskib HMS Queen Elizabeth beskød artilleristillinger langs kysten. Admiral Sackville Carden sendte et telegram til Churchill den 4 . marts hvor han udtalte, at flåden kunne forventes at nå frem til Konstantinopel inden 14 dage. Den 18. marts blev det første store angreb sat ind. Flåden, som omfattede 18 slagskibe og et antal krydsere og destroyere sigtede mod det smalleste sted i Dardanellerne hvor strædet kun er 1,3 km bredt.
Det franske slagskib Bouvet sprang i luften under mystiske omstændigheder og sank med hele sin besætning. Minestrygere med civil besætning kom under konstant beskydning fra osmanniske kanoner og trak sig tilbage, så minefelterne stort set forblev intakte. Slagskibet HMS Irresistible og slagkrydseren HMS Inflexible fik begge stærkt beskadiget af miner. Under selve slaget var der forvirring om hvorvidt skaderne skyldtes torpedoer. Slagskibet HMS Ocean som var sendt afsted for at undsætte Irresistible løb selv på en mine og det endte med at begge skibe sank. De franske slagskibe Suffren og Gaulois blev også alvorligt skadede. Tabene fik de allierede til at afstå fra yderligere forsøg på at forcere stræderne udelukkende ved hjælp af skibe.
I februar blev general Yudenich forfremmet til at lede den russiske hær på Kaukasus i stedet for Alexander Zakharievich Myshlaevsky. Den 12. februar døde den nye leder af den 3. osmanniske armé (Hafiz Hakki Pasha) af tyfus og blev erstattet med brigadegeneral Mahmut Kamil Paşa. Kamil gennemførte opgaven med at reorganisere den udmarvede 3. armé.
Det Osmanniske Rige forsøgte at erobre Suezkanalen i Ægypten med den første Suez offensiv og de støttede den nyligt afsatte Abbas 2. af Egypten, men led nederlag til briterne i begge tilfælde.
- Januar - marts 1915
- Januar 1915, soldater fra 3. armé døde af kulde under slaget ved Sarikamish i Kaukasusfelttoget
- 1915, 6. armés felthovedkvarter under felttoget i Mesopotamien
- Februar 1915, kamel korps ved Beersheba under Sinai og Palæstina-felttoget
- Marts 1915, slagskibet Bouvet under slaget om Gallipoli

#### April – juni
Efter de uventede sejre i felttoget i Mesopotamien reviderede den britiske hærledelse dens plan til fordel for mere aggressive operationer. I april 1915 blev general Sir John Nixon sendt afsted for at overtage kommandoen. Han beordrede generalmajor Charles Vere Ferrers Townshend til at rykke frem til Kut eller om muligt Bagdad. Enver Pasha var bekymret over muligheden for at Bagdad kunne falde og sendte den tyske general Colmar Freiherr von der Goltz afsted for at overtage kommandoen.
Den 12. april angreb Süleyman Askeri den britiske lejr ved Shaiba med 3.800 tropper tidligt om morgenen. Disse styrker, som var stillet til rådighed af arabiske sheiker opnåede ingen resultater. Süleyman Askeri blev såret. Skuffet og nedtrykt skød han sig selv på hospitalet i Bagdad.
Den 20. april bragte Belejringen af Van til byen Van. Den 24. april udsendte Talat Pasha ordren af 24. april hvori han hævdede, at armenerne i dette område var under russisk ledelse og havde gjort oprør mod den osmanniske regering. Denne dag blev senere kendt blandt armenerne som den Røde søndag.
Den 25. april indledtes den anden del af felttoget ved Gallipoli på den europæiske side af Dardanellerne, da de allierede indledte et amfibieangreb. Det lykkedes tropperne at komme i land, men de kunne ikke trænge de osmanniske styrker væk fra deres stillinger månedlange kampe, som kostede i omegnen af 131.000 soldater livet, mens 262.000 blev såret. Til sidst trak de allierede styrker sig tilbage. Felttoget udgjorde en slags manddomsprøve for Australien og New Zealand, som fejrer den 25. april som ANZAC Day. Kemal Ataturk, som senere blev Tyrkiets første leder udmærkede sig som oberstløjtnant ved Gallipoli.
Den 6. maj indledte general Yudenich en offensiv ind på osmannisk område. En fløj af denne offensiv havde retning mod Vansøen for at undsætte de armenske indbyggere i Van. De armenske enheder overlod byen til russerne. Den 21. maj fik general Yudenich nøglerne til byen og dens citadel og anerkendte den siddende provisoriske armanske regering med Aram Manukian som guvernør. Kampene forlagde sig længere vestpå i resten af sommeren efter at Van var blevet sikret.
Den 6. maj rykkede den anden russiske fløj gennem Tortum dalen mod Erzurum efter at det var blevet mildere i vejret. Det lykkedes for den 29. og 30. osmanniske division at stoppe dette angreb. Det 10. osmanniske korps gik til modangreb mod de russiske styrker. På den sydlige del af fronten var osmannerne ikke så fremgangsrige som på den nordlige. Den 17. maj fortsatte de russiske styrker i byen Van med at trænge de osmanniske styrker tilbage.
Byen Malazgirt var allerede faldet den 11. maj. De osmanniske forsyningslinjer blev afskåret, da de armenske styrker forårsagede yderligere vanskeligheder bag linjerne. Regionen syd for Vansøen var yderst udsat. I løbet af maj måtte osmannerne forsvare en front på over 600 km med blot 50.000 tropper og 150 stykker artilleri. De var klart i undertal overfor russerne.
Den 27. maj, på højden af den russiske offensiv, vedtog det osmanniske parlament deportationsloven. Indenrigsminister Talat Pasha beordrede en tvungen deportation af alle armenere fra regionen. Armenerne i Van og andre som var i russisk besat område blev ikke omfattet af disse deportationer.
Den 19. juni indledte russerne en ny offensiv nordvest for Vansøen. Russerne under general Oganovski indledte en offensiv ind i bjergene vest for Malazgrit, men de undervurderede størrelsen af det osmanniske korps i dette område. De blev overrasket af en stor osmannisk styrke i Slaget ved Malazgirt. De var ikke klar over, at det 9. osmanniske korps sammen med 17. og 28. division også var på vej mod Muş.
Styrkerne i 1. og 5. ekspeditionsstyrke var placeret syd for den russiske offensiv og en højre fløj blev dannet under ledelse af brigadegeneral Abdülkerim Paşa. Den var uafhængig af 3. arme og Abdülkerim Paşa var direkte underlagt Enver Paşha.
- April - juni 1915
- April 1915, Armenske tropper i en defensiv stilling under Belejringen af Van
- 1915, Medlemmer af den armenske modstandsbevægelses Adapazari komite

#### Juli – september
Den 24 september blev general Yudenich øverstkommanderende over alle russiske styrker i regionen. Der var roligt på fronten fra oktober til årets udgang. Yudenich brugte denne periode til reorganisering. Ved indgangen til 1916 var de russiske styrker nået op på 200.000 mand og 380 stykker artilleri.
På den anden side af fronten var situationen meget anderledes. Den osmanniske overkommando erstattede ikke tabene i denne periode. Krigen ved Gallipoli slugte alle ressourcer og mandskab. 9. og 11. korps kunne ikke forstærkes og 1. og 5. ekspeditionsstyrke blev overført til Mesopotamien. Efter at det ikke var lykkkedes for Enver Pasha at opfylde sine mål i Kaukasus, eller fordi han erkendte den alvorlige situation på andre fronter, besluttede han at regionen var af sekundær betydning.
- Juli - september 1915
- 1915, Mustafa Kemal i Gallipoli med sine soldater
- En skyttegrav ved Lone Pine efter slaget. Man ser døde australske og tyrkiske soldater på brystværnet

#### Oktober – december
Briternes hurtige fremrykning op langs floden ændrede nogle af de arabiske stammers syn på konflikten. I erkendelse af at briterne havde overtaget i konflikten sluttede araberne i området sig til briterne. De angreb osmanniske militærhospitaler og massakrerede soldaterne i Amara. Den 7. december begyndte belejringen af Kut. Von der Goltz hjalp de osmanniske styrker med at bygge forsvarsstillinger omkring Kut og byggede nye befæstede stillinger nede ad floden for at afskære alle forsøg på at undsætte Townshend. General Aylmer gjorde tre forsøg på at bryde belejringen, men alle forsøg mislykkedes.
Den 22. november udkæmpede Townshend og von der Goltz slaget ved Ctesiphon. Slaget endte uafgjort, da både briter og osmanner trak sig tilbage fra slagmarkend. Townshend gjorde holdt og befæstede stillingen ved Kut-al-Amara.
I december forsøgte den britiske regering (indledt i begyndelsen af 1915) at etablere venlige forbindelser til Ibn Saud via den hemmelige agent kaptajn William Shakespear, men dette blev opgivet efter at Shakespear døde under slaget ved Jarrab. I stedet gik briterne over til at støtte Ibn Sauds rival Hussein bin Ali, leder af Hijaz, som saudierne næsten altid var i krig med. Lord Kitchener appellerede også til Hussein bin Ali om søtte i konflikten, og Hussein ønskede politisk anerkendelse til gengæld.
I en udveksling af breve med diplomaten Henry McMahon fik han lovning på, at hans assistance ville blive belønnet med området mellem Ægypten og Persien, med undtagelse af de britiske besiddelser og interesser i Kuwait, Aden og den syriske kyst. Briterne indgik traktaten i Darin hvor de gjorde huset Sauds besiddelser til et britisk protektorat. Ibn Saud forpligtede sig til igen at føre krig mod Ibn Rashid, som var allieret med osmannerne. Ibn Saud fik også et månedligt tilskud til gengæld for at føre krig mod Ibn Rashid.
- Oktober - december 1915
- Juli 1915, armenske modstandskæmpere
- december 1915, skyttegravene under Belejringen af Kut

### 1916
I 1916 fik en kombination af diplomati og ægte misfornøjelse med de nye ledere af det osmanniske rige (de tre pashaer) sherif Hussein ibn Ali i Mekka til et indlede en revolte. Han overlod ledelsen af denne revolte til to af sine sønner: Faisal og Abdullah, men planlægningen og ledelsen af krigen blev i vidt omfang varetaget af den britiske officer Lawrence af Arabien.
Den russiske offensiv i det nordøstlige Tyrkiet indledets med et sejr i slaget ved Koprukoy og kulminerede med erobringen af Erzurum i februar og Trabzon i april. Under slaget ved Erzincan var den 3. osmanniske armé ikke længere i stand til at indlede en offensiv og kunne heller ikke stoppe den russiske hærs fremrykning.
De osmanniske styrker indledte et nyt angreb over Sinaihalvøen med henblik på at ødelægge eller erobre Suezkanalen. I lighed med det tidligere angreb i 1915 mislykkedes det, men målt med 1. verdenskrigs standard var nederlagene ikke særlig kostbare. Herefter gik briterne i offensiven og angreb østpå ind i Palæstina. To fejlslagne forsøg på at erobre det osmanniske fort i Gaza afstedkom gennemgribende ændringer i den britiske hærledelse og general Edmond Allenby blev sendt til området sammen med store troppeforstærkninger

### 1917
Britiske styrker omgrupperede sig og erobrede Bagdad i marts 1917.
Den 16. december blev våbenhvilen i Erzincan underskrevet. Det var den officielle afslutning på krigen mellem det Osmanniske rige og Rusland. Den Særlige transkaukasiske Komite godkendte også aftalen.
Felttoget i Sinai og Palæstina var præget af fremgangen for det arabiske oprør. Oprøret hjalp general Allenbys operationer i 1917. I slutningen af 1917 knuste general Allenbys Egyptiske ekspeditionsstyrke de osmanniske stillinger og erobrede Gaza og efterfølgende Jerusalem lige inden jul. Mens det ikke havde nogen større strategisk betydning for krigen, blev denne begivenhed af stor betydning for at Israel kunne oprettes som selvstændig stat i 1948.

### 1918
Det krigstrætte Osmanniske Rige kunne hurtigt besejres ved felttog i Palæstina og Mesopotamien, men Den tyske forårsoffensiv i Frankrig forsinkede det forventede allierede angreb. General Allenby fik helt nye indiske divisioner, og briterne fik det fulde herredømme i luften.
General Liman von Sanders havde ikke noget klart billede over hvor briterne ville angribe. Bedre blev det ikke af at osmannerne overførte deres bedste styrker til Felttoget i Kaukasus. General Allenby indledte til sidst slaget ved Megiddo, med den Jødiske Legion under under sin kommando. De osmanniske tropper indledte en fuldstændig tilbagetrækning.
T. E. Lawrence og hans arabiske krigere gennemførte mange angreb på forsyningslinjer og bandt tusindvis af tropper i garnisoner i Palæstina, Jordan og Syrien.
Den 3. marts underskrev storviziren Talat Pasha Brest-Litovsk-freden med den Russiske SFSR, som indebar at det bolsjevikkiske Rusland afstod Batum, Kars og Ardahan til det Osmanniske Rige. Fredskonferencen i Trabzon som blev afholdt i marts og april med deltagelse af det Osmanniske Rige og delegationen fra den Transkaukasiske Sejm og regering. Brest-Litovsk-traktaten forenede den armenske og georgiske blok.
Den første armenske republik erklærede krig mod det Osmanniske Rige. I begyndelsen af maj 1918 stod den osmanniske armé overfor det armenske korps fra det armenske nationalråd, som snart udråbte den første armenske republik. Den osmanniske armé erobrede Trabzon, Erzurum, Kars, Van og Batumi. Krigen førte til slaget ved Sardarapat, slaget ved Kara Killisse (1918) og slaget ved Bash Abaran.
Selv om det lykkedes armenerne at besejre osmannerne i slaget ved Sardarapat vandt osmannerne det efterfølgende slag og fordrev den armenske hær. Kampene med den første armenske republik endte med underskrivelsen af Batumi-traktaten i juni 1918. I løbet af sommeren 1918 modstod armenerne under ledelse af Andranik Toros Ozanian den 3. osmanniske armé i den bjergrige Karabag region og grundlagde Republikken Armeniens bjerge. Den osmanniske islam-armé veg uden om Georgien og marcherede mod Aserbajdsjan. De nåede så langt som til Baku oved det Kaspiske Hav. Herfra fordrev de briterne i briterne i september 1918 under slaget om Baku.

## Efterspil
Den 30. oktober 1918 blev Våbenhvilen i Mudros underskrevet om bord på HMS Agamemnon i havnen i Mudros på øen Lemnos mellem det osmanniske rige og Triple-ententen. Osmanniske operationer i kampområdet blev indstillet.

### Militær besættelse
Den 13. november 1918 blev Konstantinopel, vore dages Istanbul, som var hovedstad i det Osmanniske Rige besat, da franske styrker ankom, efterfulgt af britiske styrker den følgende dag. Besættelsen forløb i to trin: de facto besættelsen af 13. november 1918 til 20. marts 1920 og de jure besættelsen som fortsatte indtil efter indgåelsen af Lausanne-traktaten. Besættelsen af Istanbul og besættelsen af İzmir udløste grundlæggelsen af den tyrkiske nationalbevægelse og førte til Den tyrkiske uafhængighedskrig.

### Fredstraktaten
Den 18. januar 1919 begyndte forhandlingerne om fred med Fredskonferencen i Paris, 1919. Forhandlingerne fortsatte under London konferencen og fik deres endelig form efter at toplederne havde mødtes på San Remo konferencen in april 1920. Frankrig, Italien og Storbritannien havde imidlertid i hemmelighed delt det Osmanniske Rige allerede i 1915. Repræsentanterne for den osmanniske regering underskrev Sèvres-traktaten den 10. august 1920, men traktaten blev ikke sendt videre til det osmanniske parlament til ratificering, da parlamentet blev afskaffet den 18. marts 1920 af briterne under besættelsen af Istanbul. Som følge heraf blev traktaten aldrig ratificeret af det Osmanniske Rige. Sèvres-traktaten blev annulleret i løbet af den tyrkiske uafhængighedskrig og parterne underskrev og ratificerede i stedet Lausanne-traktaten i 1923.

### Afskaffelse af kalifatet
Den 3. marts 1924 blev kalifatet afskaffet da Mustafa Kemal Atatürk afsatte den sidste osmanniske sultan Abdül Mejid 2..

## Tab
Hvis vi ser på de rå tal var de osmanniske tab på næsten 25% af befolkningen - næsten 5 millioner ud af en befolkning på 21 millioner. Mere præcist angav folketællingen i 1914 befolkningen til 20.975.345, hvoraf 15.044.846 var muslimer, 187.073 jøder, 186.152 uden religiøst tilhørsforhold og resten fordelt på andre trosretninger.
Af de 5 millioner ved vi af 771.844 er militære tab, dræbt i kamp eller af andre årsager. De militære tab udgør kun 15% af de samlede tab. Det centrale spørgsmål er hvordan de øvrige 85% af tabene opstod.
En af de vigtige kilder er Det armenske folkedrab, som foregik i perioden fra 1915-1923 med hovedvægten på 1915-1917. Kilderne er meget uenige om tabenes størrelse idet de varierer mellem 500.000 og 1,5 mio.
En anden vigtig kilde er Det græske folkedrab. Det var en betydeligt græsk befolkningsgruppe i Anatolien ved 1. verdenskrigs begyndelse. Under krigen blev grækerne udsat for massakrer, tvangsdeportationer og dødsmarcher, fordrivelser, tilfældige henrettelser og ødelæggelse af ortodoks kristne kultureller og religiøse mindesmærker. Op mod 500.000 grækere omkom i denne periode, og resten flygtede til enten Grækenland eller Rusland.
En tredje kilde er Det assyriske folkedrab, som kostede omkring 200.000 mennesker livet.
Den fjerde kilde er civile muslimske tab. Krigshandlingerne forårsagede store flygtningestrømme til områder i Anatolien hvor maden var knap. Det store antal indkaldte soldater forværrede situationen ved at forårsage en faldende fødevareproduktion. Hertil kom et utilstrækkeligt transportsystem, Det arabiske oprør og en allieret blokade af osmanniske havne. Der er også her varierende vurderinger af tabene, men 500.000 menes at være døde i Syrien alene.

## Fodnoter
1. ↑  Austro-Hungarian Army in the Ottoman Empire 1914–1918 (Webside ikke længere tilgængelig) (Webside ikke længere tilgængelig)
2. ↑  Jung, Peter (2003). Austro-Hungarian Forces in World War I. Oxford: Osprey Publishing. s. 47. ISBN 1841765945.
3. 1 2 3  Broadberry, S. N.; Harrison, Mark (2005). The Economics Of World War I. Cambridge University Press. s. 117. ISBN 0521852129. Arkiveret fra originalen 19. maj 2016. Hentet 10. december 2015.
4. ↑  Gerd Krumeich: Enzyklopädie Erster Weltkrieg, UTB, 2008, ISBN 3825283968, page 761 Arkiveret 25. november 2015 hos  Wayback Machine (tysk).
5. ↑  Kostiner, Joseph (1993). The Making of Saudi Arabia, 1916–1936: From Chieftaincy to Monarchical State. Oxford University Press. s. 28. ISBN 0195360702. Arkiveret fra originalen 16. november 2015. Hentet 10. december 2015.
6. 1 2  A Brief History of the Late Ottoman Empire, M. Sükrü Hanioglu, page 181, 2010
7. 1 2  Fleet, Kate; Faroqhi, Suraiya; Kasaba, Reşat (2006). The Cambridge History of Turkey: Turkey in the Modern World. Cambridge University Press. s. 94. ISBN 0521620961. Arkiveret fra originalen 26. april 2016. Hentet 10. december 2015.
8. 1 2  Erickson, Edward J. (2007). Ottoman Army Effectiveness in World War I: a comparative study. Taylor & Francis. s. 154. ISBN 0-415-77099-8.
9. ↑  Ordered to Die: A History of the osmanniske Army in the First World War By Huseyin (FRW) Kivrikoglu, Edward J. Erickson, Greenwood Publishing Group, 2001, ISBN 0313315167, page 211 Arkiveret 25. april 2017 hos  Wayback Machine.
10. 1 2  James L.Gelvin "The Israel-Palestine Conflict: One Hundred Years of War " Publisher: Cambridge University Press ISBN 978-0-521-61804-5 Page 77
11. ↑  Alliancetraktaten mellem Tyskland og Tyrkiet Arkiveret 16. november 2001 hos  hos Library of Congress 2. august 1914
12. 1 2  Hinterhoff, Marshall Cavendish Illustrated Encyclopedia, pp.499–503
13. 1 2 3  The Encyclopedia Americana, 1920, v.28, p.403
14. 1 2  Popplewell, Richard J (1995), Intelligence and Imperial Defence: British Intelligence and the Defence of the Indian Empire 1904–1924., Routledge, ISBN 0-7146-4580-X, arkiveret fra originalen 26. marts 2009, hentet 10. december 2015
15. 1 2  R. G. Hovannisian. Armenia on the Road to Independence, 1918, University of California Press, Berkeley and Los Angeles, 1967, pg. 59
16. ↑  The Washington Post, 12. november 1914. "Armenians Join Russians" det fulde indhold er i image detail)
17. ↑  Joan George "Merchants in Exile: The Armenians of Manchester, England, 1835–1935", p.184
18. ↑  Stanley Elphinstone Kerr. The Lions of Marash: personal experiences with American Near East Relief, 1919–1922 p. 30
19. ↑  The Hugh Chisholm, 1920, Encyclopædia Britannica, Encyclopædia Britannica, Company ltd., twelve edition p.198.
20. 1 2  Avetoon Pesak Hacobian, 1917, Armenia and the War, p.77
21. ↑  (Shaw 1977, s. 314–315)
22. ↑  Richard G. Hovannisian, The Armenian People from Ancient to Modern Times, 244
23. 1 2  (Erickson 2001, s. 97)
24. ↑  Historical dictionary of the Ottoman Empire, By Selçuk Akşin Somel
25. 1 2  A. F. Pollard, "A Short History Of The Great War" chapter VI: The first winter of the war.
26. ↑  (Erickson 2001, s. 54)
27. 1 2  (Pasdermadjian 1918, s. 22)
28. ↑  Fromkin, 135.
29. 1 2  Hovannisian, Richard (1997). The Armenian people from Ancient to Modern Times. New York: St. Martin's Press. s. 292–293. ISBN 0312101686.
30. 1 2  Mark Malkasian, Gha-Ra-Bagh": the emergence of the national democratic movement in Armenia page 22
31. ↑  Mustafa Kemal Pasha's tale ved hans ankomst til Ankara i november 1919
32. ↑  Sunga, Lyal S. (1992-01-01). Individual Responsibility in International Law for Serious Human Rights Violations. Martinus Nijhoff Publishers. ISBN 0-7923-1453-0.
33. ↑  Bernhardsson, Magnus (2005-12-20). Reclaiming a Plundered Past: archaeology and nation building in modern Iraq. University of Texas Press. ISBN 0-292-70947-1.
34. ↑  Stanford Jay Shaw, Ezel Kural Shaw "History of the Ottoman Empire and Modern Turkey" Cambridge University page 239-241
35. ↑  Ordered to Die: A History of the Ottoman Army in the First World War By Huseyin (FRW) Kivrikoglu, Edward J. Erickson Page 211.

## Yderligere læsning
- Wikimedia Commons har flere filer relateret til 1. verdenskrig i Mellemøsten
- David R. Woodward: Hell in the Holy Land: World War I in the Middle East. Lexington 2006, ISBN 978-0-8131-2383-7 (engelsk)
- W.E.D. Allen and Paul Muratoff, Caucasian Battlefields, A History of Wars on the Turco-Caucasian Border, 1828–1921, Nashville, TN, 1999 (reprint). ISBN 0-89839-296-9 (engelsk)
- The Anglo-Russian Entente:Agreement concerning Persia Arkiveret 5. december 2006 hos  Wayback Machine 1907 (engelsk)
- Den fransk, britiske og russiske fælleserklæring Arkiveret 14. april 2016 hos  Wayback Machine om situationen i Armenien udsendt den 24. maj 1915 (engelsk)
- Sykes-Picot-aftalen 15. og 16. maj 1916. (engelsk)
- The Middle East during World War I Arkiveret 5. juli 2006 hos  Wayback Machine af professor David R Woodward i BBC (engelsk)
- Gamle og nye kort over fronterne i Mellemøsten Arkiveret 10. juli 2009 hos  Wayback Machine (engelsk)
- Hjemmeside om Tyrkiet i 1. verdenskrig Arkiveret 3. december 2020 hos  Wayback Machine (engelsk)